# Kristina Rizzotto
Kristina Ziema Rizzotto (Rio de Janeiro, 16 de março de 1989) é uma organista, compositora e pianista brasileira de origem letã.
Ela concluiu o bacharelado em música pela Universidade Federal do Rio de Janeiro (UFRJ) em 2010, Magna cum Laude. Estudou piano com a Dr.ª Miriam Grosman e realizou vários concertos como pianista em inúmeros recitais, em diversas cidades do Brasil, desde 2007. Kristina também recebeu o prêmio de segundo lugar no XVIII Concurso Nacional de Piano ArtLivre. 
Entre 2010 e 2011 ela foi a organista titular do Mosteiro de São Bento do Rio de Janeiro, mudando-se para os Estados Unidos em 2011 para um mestrado em música sacra e performance ao órgão na East Carolina University (ECU). Em março de 2012 Rizzotto venceu ao órgão o concurso Metropolitan Music Ministries em Charlotte, NC, na categoria de música sacra.
Sua agenda ativa de recitais, composições prolíficas e mais de 350 gravações no YouTube lhe trouxeram notoriedade no meio organístico internacional. Kristina já deu concertos de órgão na Argentina, Brasil, Itália, Letônia, Lituânia, Noruega, Polônia, e em 20 estados americanos. Entre 2012 e 2014 realizou cerca de 42 concertos em 15 estados dos EUA, Brasil e Argentina. Compositores como Carson Cooman, Compositor Residente da Universidade de Harvard, Aivars Kalējs, Organista na Catedral de Rīga (Letônia), Antoine Giovannini, Organista Titular na Église Saint Vincent de Nay (França), Robert Farrell (Estados Unidos) e Grimoaldo Macchia (Itália) dedicaram composições originais para ela.
Em 2017, a revista americana The Diapason elegeu Rizzotto entre os 20 melhores músicos sacros abaixo dos 30 anos da atualidade (20 under 30). Kristina recebeu o Doutorado em Artes Musicais (DMA) pelo American Organ Institute da Universidade de Oklahoma (OU), onde estudou com o Dr. John Schwandt e a Dr. Damin Spritzer. Sua tese de doutorado foi acerca da importância da música na formação da identidade nacional do povo leto, focando nas composições para o órgão de Aivars Kalējs como representativas do espírito da tradição letoniana.
Rizzotto é atualmente Director of Music na Lake of the Isles Lutheran Church em Minneapolis, MN, onde toca o órgão de tubos e rege o coro, depois de ocupar o posto equivalente na Igreja da Assunção em Duncan, OK (2013-2016), e na Igreja do Bom Pastor também em Minneapolis (2016-2020).

## Vida pessoal
Kristina iniciou sua transição de gênero medicamente em janeiro 2013. Em 2019 ela se assumiu como mulher trans e em fevereiro de 2024 mudou legalmente seu gênero e nome para Kristina Ziema Rizzotto ao se tornar cidadã dos Estados Unidos da América, o que revelou numa publicação em sua página pública do Facebook. Como organista litúrgica, ela publicamente defende a inclusão de pessoas LGBT em ambientes de igreja e sua aceitação no Cristianismo em geral.

## Composições
Repertório para órgão solo:
- Toccata
- Oração a Nossa Senhora
- Murmuris
- Lullaby on the Latvian folk song Aijā, žūžū, lāču bērni
- Coronation March
- God is My Oath
- Lūgšana (Oração)
- Deus Vult
- Fantasia
- Dúzias de prelúdios corais sobre hinos sacros tradicionais

Repertório para coral:
- Rerum, Deus, Tenax Vigor
- Oculi Mei

Repertório para piano:
- Noturno e Sereno
- Ao Contemplar uma Imagem da Virgem
- Sonhos e sorrisos do jardineiro de uma única flor
- Desanuviado Alvorecer Oceânico
- Rêver

## Prêmios
- The Diapason's 20 under 30 Class of 2017[10]
- XVIII ArtLivre National Piano Competition[13]
- Richard VanSciver Church Music Scholarship (Metropolitan Music Ministries)[3]
- Ona and E. Franck Ruble Scholarship
- Service Playing Certificate (American Guild of Organists)[14]